# Ribeira do Cascalho
Ribeira do Cascalho é um curso de água português localizado no concelho de Santa Cruz das Flores, ilha das Flores, arquipélago dos Açores.
A Ribeira do Cascalho encontra-se geograficamente localizado na costa Este da ilha dentro de uma cota de altitude de cerca de 600 metros numa zona de planalto rodeada pelas elevações Testa da Igreja, Morro Alto, Pico da Burrinha, Pico da Rocha Negra e Tapada Comprida.
A sua bacia hidrográfica é extensa e procede à drenagem de uma área apreciável com cotas de altitude elevadas como é o caso do Morro Alto que se eleva a 914.
O seu curso de água recebe as escorrencia de parte das vertentes destas elevações seguindo para o oceano, depois de passar próximo da Tapada Nova e do Morro do Franciscão. Desagua no Oceano Atlântico junto no local da Lagoa, entre o Ilhéu da Alagoa e o Ilhéu do Garajau.